# Steengroeve Winterswijk

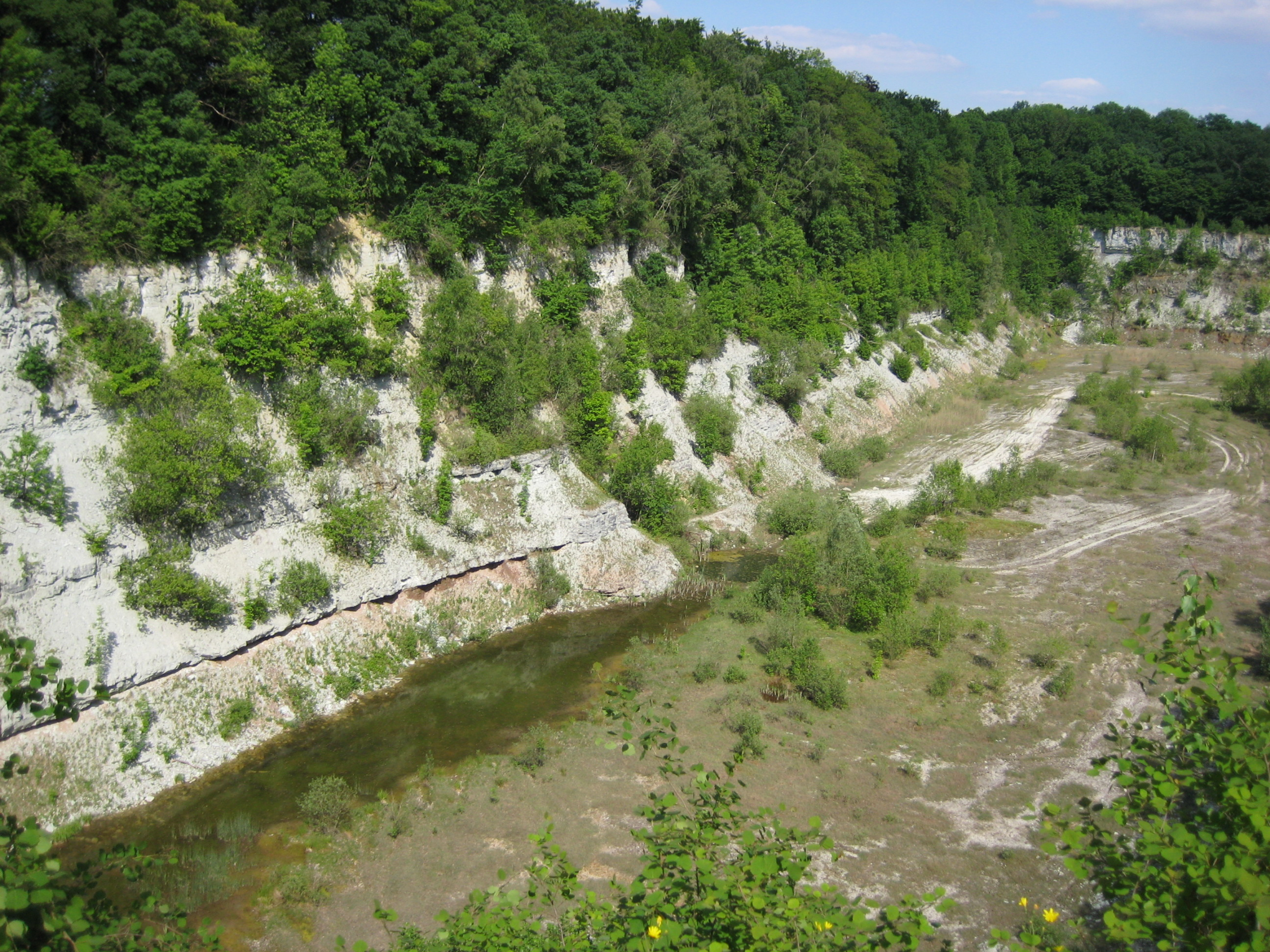
De niet meer in gebruik zijnde oostelijke groeve, thans natuurterrein

De steengroeve in Winterswijk, nabij de buurtschap Ratum, is een dagbouwmijn waar voornamelijk kalksteen gewonnen wordt. De groeve is sinds 1932 in gebruik, en wel door de NV Winterswijkse Steen- en Kalkgroeve, thans onderdeel van Sibelco. Van de drie groeves is nog één in gebruik. Dit is de laatste die hier nog kan worden geëxploiteerd. De productie bedraagt ongeveer 200 kton/jaar. De twee andere groeven zijn tegenwoordig beschermd als natuurgebied. Zij zijn tevens (naast negentien andere gebieden) onderdeel van het in 2005 door de Nederlandse overheid uitgeroepen Nationaal Landschap Winterswijk, een gebied van totaal bijna 22.000 hectare groot.
De kalksteen die gewonnen wordt, is afkomstig uit de Muschelkalk en is hier als dolomitische kalksteen ontwikkeld. De steen is vrij zacht. De kalksteen wordt vermalen en voornamelijk gebruikt in de wegenbouw (asfaltbeton) en in de kunstmestindustrie.
Het gesteente dat hier voorkomt stamt uit het geologisch tijdvak Trias en is gevormd tussen circa 240 - 236 miljoen jaar geleden in een ondiepe zee (gelijkend op de Waddenzee). Door een plooiing in het aardoppervlak en doordat er haast verticale verschuivingen in het oppervlak plaats hebben gevonden, liggen de oudere afzettingen hier hoger dan elders. Het betreffende gebied is slechts 2800 meter lang, 200 meter breed en zo'n 40 meter dik en is bekend door de vondsten van fossielen. De vondsten variëren van schelpen zoals Myophora tot botresten van vier soorten Nothosaurus (N. juvenilis Edinger, 1921; N. marchicus Koken, 1893; N. winkelhorsti Klein & Albers, 2009; N. winterswijkensis Albers and Rieppel, 2003). Daarnaast komen verscheidene mineralen, zoals marcasiet, galeniet, calciet en het Winterswijks 'goud' pyriet voor.
Door het zeer rustige sedimentatiemilieu zijn diverse verschijnselen bewaard gebleven. Bekend zijn onder andere golfribbels, krimpscheuren en regendruppelputjes. Daarnaast zijn ichnofossielen van wormachtige dieren bekend en pootafdrukken van sauriërs.
In de toplagen boven op de kalksteen en dicht tegen het maaiveld zijn plaatselijk fraaie opdooiverschijnselen (cryoturbatie) waarschijnlijk daterend uit de laatste ijstijd, het Weichselien, te zien.
Uit de oostelijke en oudste groeve wordt het grondwater weggepompt, waardoor deze nu kan worden beheerd als natuurgebied. Hier heeft zich een bijzondere flora en fauna ontwikkeld.
Jarenlang zijn er in de zomermaanden in de steengroeve open dagen geweest, waarop belangstellenden fossielen konden zoeken. In 2016 kwam hier een (voorlopig) eind aan. De exploitant wil pas na een analyse van de veiligheidsrisico's bepalen of de groeve weer toegankelijk wordt. Ook een aantal andere evenementen kunnen niet meer plaatsvinden. Alleen de voorstellingen in het Steengroevetheater tijdens de bouwvakvakantie kunnen nog gewoon doorgaan.

## Vondsten
Een uitgebreide collectie voetafdrukken en loopsporen van sauriërs uit het Trias, en een model op ware grootte van deze primitieve landdieren waren tot eind 2012 te bezichtigen in Museum Freriks te Winterswijk. Sinds de sluiting van museum Freriks per 1 januari 2013 is de geologische collectie verhuisd naar de MuseumFabriek Winterswijk.

## Steengroevetheater
Tijdens de vakantieperiode van de firma Ankerpoort wordt de laatste jaren in de steengroeve een tijdelijk theater ingericht: het Steengroevetheater. Onder in de 30 meter diepe groeve verrijst dan een festivalterrein met een podium, tribunes, horecagelegenheden en tenten. De hoge rotswanden bieden een uniek decor en creëren een magische sfeer bij maanlicht.

## Zie ook

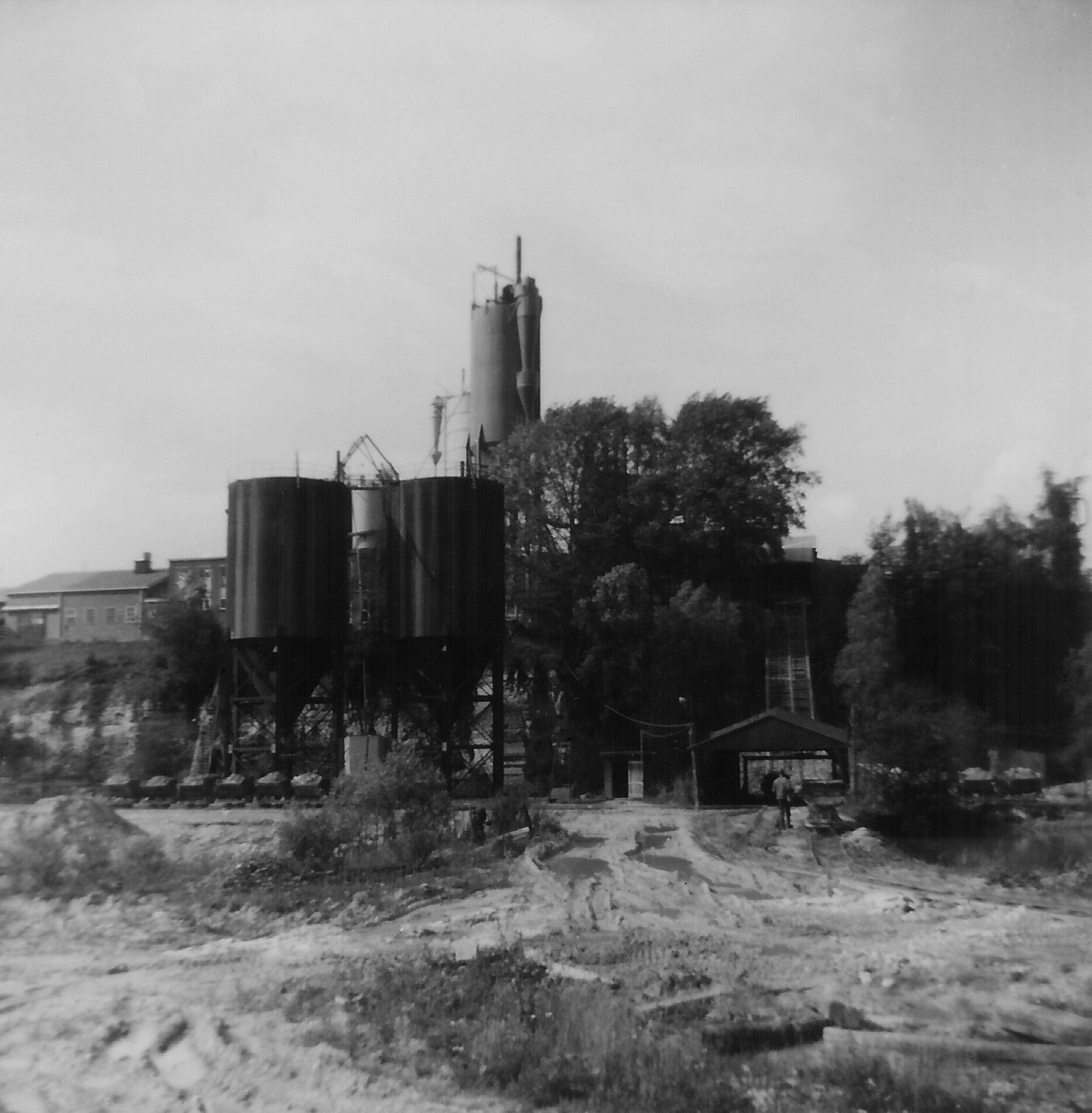
Fabriek in de groeve in 1964
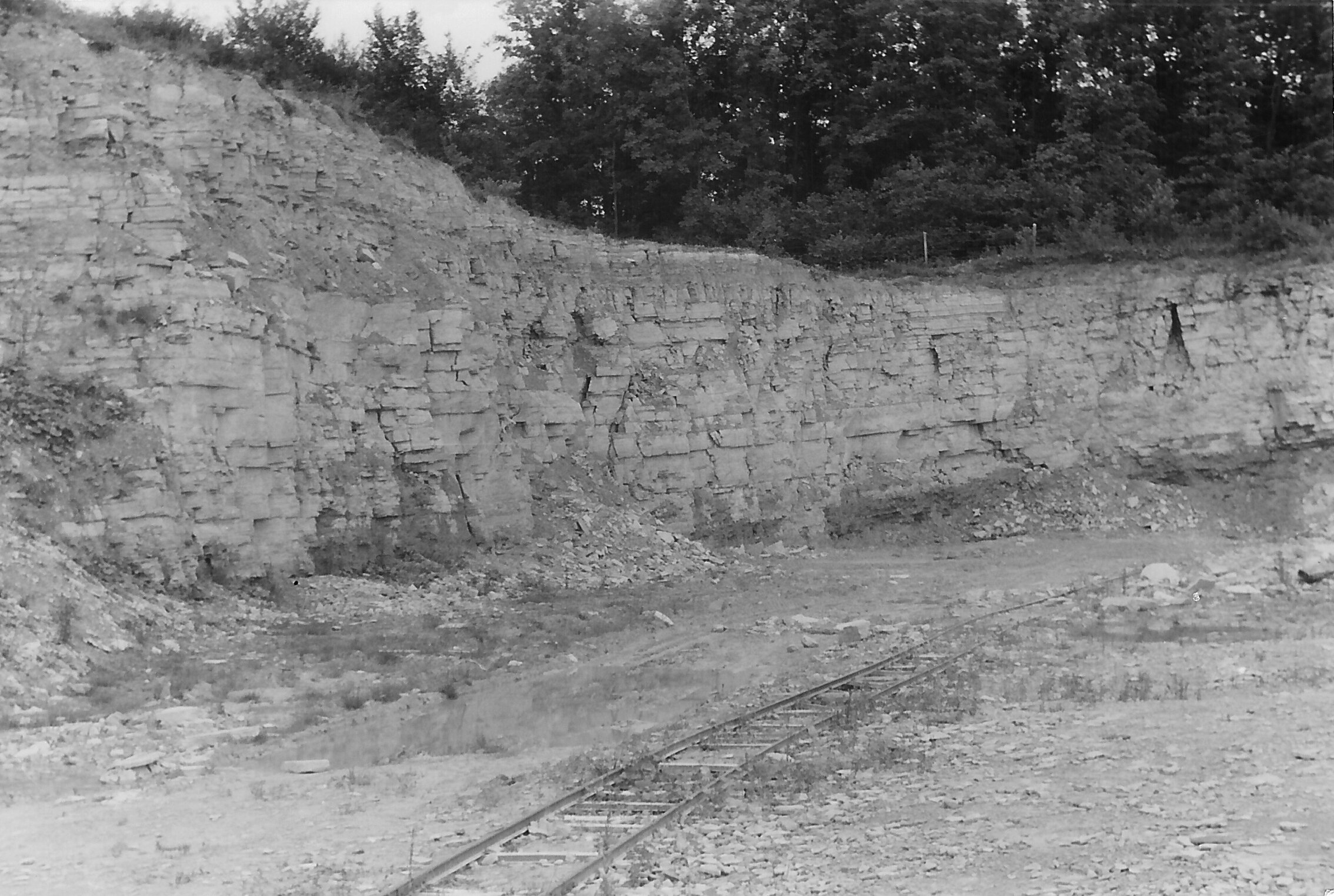
Muschelkalk afzettingen; groeve in 1966
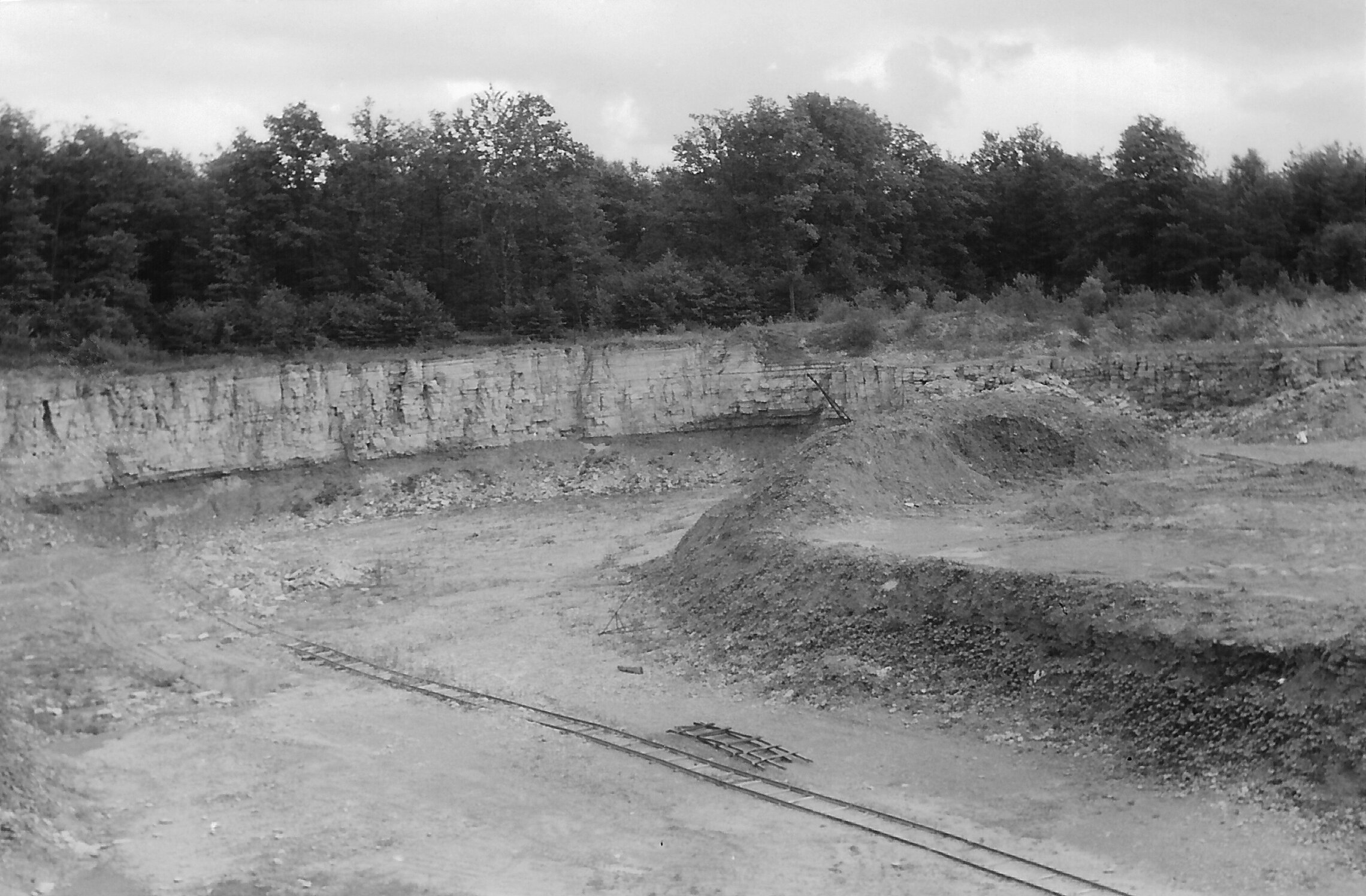
Muschelkalk afzettingen; groeve in 1966